# Get Up (Rattle)
«Get Up (Rattle)» es una canción de música electrónica realizado por dúo holandés de electro house Bingo Players con la colaboración en las voces del cuarteto asiático-estadounidense de hip hop Far East Movement. Fue lanzada en los Países Bajos el 11 de diciembre de 2012 y en el Reino Unido, el 20 de enero de 2013. Fue incluida en una edición especial del álbum Dirty Bass de los Far East Movement, lanzado en febrero de 2013.
Esta canción es una versión vocal del sencillo “Rattle” de los Bingo Players originalmente lanzada en octubre de 2011. La canción se ha convertido en un gran éxito en el Reino Unido, debutando en la primera posición del UK Singles Chart, convirtiéndose así en el primer número uno para ambos grupos en Gran Bretaña.

## Video musical
El video musical fue dirigido por Tim Hope y rodado al sur de Londres. En él muestra a una pandilla de delincuentes juveniles aterrorizando a todo un pueblo. Uno de sus objetivos es arrebatarle la cartera a una señora mayor que estaba alimentando a los patos en el parque. Los patos son testigos del robo de los maleantes y de la muerte de otro pato mediante un piedrazo en el estanque. Furioso ante estos atropellos, los patos deciden hacer justicia por su propia mano dirigiéndose a la finca donde los pandilleros solían reunirse.
Uno de los patos intercepta a dos de los muchachos. A uno lo picotea salvajemente en el rostro y al otro, se le lanza sobre su entrepierna, golpeándose contra la pared tratando de deshacerse del animal. Un tercero delincuente es atropellado por un auto al intentar recuperar su teléfono celular robado por un pato y un cuarto es el conductor del coche que fue asesinado por otro de los patos. Al ver esto, el jefe de la banda huye despavorido. Luego este decide enfrentar al animal vengador. El pato salta sobre él, y atraviesa el cuerpo perforándolo y logra quedarse con su corazón en el pico.
Existen dos versiones del video, una censurada (no se recomienda para niños menores de 10 años, de acuerdo a D17), y la otra es explícita. En la versión sin censura (no recomendado para menores de 12 años, según algunos sitios), las muertes son más detalladas como el deceso del patito, las salpicaduras de sangre en el rostro del muchacho se conviertien en un piquete mortal, la muerte del joven atropellado y cuando el pato apuñala al líder, al final, el corazón del hombre aún late en el pico del ave.

## Lista de canciones
| Descarga digital |                                    |          |  |
| N.º              | Título                             | Duración |  |
| 1.               | «Get Up (Rattle)» (Vocal Edit)     | 2:46     |  |
| 2.               | «Get Up (Rattle)» (Vocal Extended) | 5:01     |  |

| Reino Unido – Descarga digital (Remixes) |                                                   |          |  |
| N.º                                      | Título                                            | Duración |  |
| 1.                                       | «Get Up (Rattle)» (Radio Edit)                    | 2:47     |  |
| 2.                                       | «Get Up (Rattle)» (Extended Mix)                  | 5:01     |  |
| 3.                                       | «Get Up (Rattle)» (Danny Howard Vocal Mix)        | 6:02     |  |
| 4.                                       | «Get Up (Rattle)» (The Prototypes Remix)          | 4:35     |  |
| 5.                                       | «Get Up (Rattle)» (Cyantific's Ghost Train Remix) | 4:37     |  |
| 6.                                       | «Get Up (Rattle)» (Luminox Vocal Mix)             | 3:53     |  |
| 7.                                       | «Get Up» (Original Mix)                           | 4:47     |  |

## Posicionamiento en listas y certificaciones
| Lista (2013)                               | Mejor posición |
| ------------------------------------------ | -------------- |
| Alemania (Media Control AG)                | 22             |
| Australia (ARIA)                           | 4              |
| Austria (Ö3 Austria Top 40)                | 16             |
| Bélgica (Flandes) (Ultratop 50)            | 10             |
| Bélgica (Valonia) (Ultratop 50)            | 4              |
| Canadá (Canadian Hot 100)                  | 51             |
| Corea del Sur (Gaon International Singles) | 6              |
| República Checa (Rádio Top 100)            | 10             |
| Dinamarca (Tracklisten)                    | 6              |
| Eslovaquia (Rádio Top 100)                 | 34             |
| Escocia (The Official Charts Company)      | 1              |
| Estados Unidos (Hot Dance Club Songs)      | 5              |
| Finlandia (OFC)                            | 11             |
| Francia (SNEP)                             | 9              |
| Hungría (Dance Top 40)                     | 1              |
| Irlanda (IRMA)                             | 5              |
| Italia (Musica e Dischi)                   | 36             |
| Nueva Zelanda (Recorded Music NZ)          | 25             |
| Países Bajos (Dutch Top 40)                | 20             |
| Reino Unido (UK Dance Chart)               | 1              |
| Reino Unido (UK Singles Chart)             | 1              |
| Suecia (Sverigetopplistan)                 | 37             |
| Suiza (Schweizer Hitparade)                | 24             |

| País        | Organismo certificador | Certificación    | Ventas  | Ref.   |
| ----------- | ---------------------- | ---------------- | ------- | ------ |
| Australia   | ARIA                   | Disco de Platino | 70 000  | [ 30 ] |
| Canadá      | Music Canada           | Disco de Oro     | 40 000  | [ 31 ] |
| Dinamarca   | IFPI Dinamarca         | Disco de Oro     | 15 000  | [ 32 ] |
| Reino Unido | BPI                    | Disco de Plata   | 200 000 | [ 33 ] |

### Sucesión en listas
| Anterior: «Scream & Shout» de Britney Spears con Will.i.am | UK Singles Chart — Sencillo número uno 2 de febrero de 2013 — 15 de febrero de 2013 | Siguiente: «Thrift Shop» de Macklemore & Ryan Lewis con Wanz |

## Historial de lanzamientos
| País         | Fecha                   | Formato          | Discográfica                                  |
| ------------ | ----------------------- | ---------------- | --------------------------------------------- |
| Países Bajos | 11 de diciembre de 2012 | Descarga digital | Hysteria, Spinnin' Records, Ministry of Sound |
| Reino Unido  | 20 de enero de 2013     | Descarga digital | Hysteria, Spinnin' Records, Ministry of Sound |